# Tom Sullivan (Regisseur)
Tom Sullivan (auch irisch Tomás Ó Súilleabháin; * 19. März 1973 in Dublin) ist ein irischer Filmschauspieler, Regisseur und Drehbuchautor.

## Leben
Tom Sullivan wurde in Dublin geboren und studierte Geowissenschaften am University College Galway. Nach seinem Abschluss im Jahr 1995 begann er zu schauspielern und arbeitet seitdem dauerhaft in Film und Fernsehen.
Im Jahr 2010 begann Sullivan Drehbücher für Kurzfilme zu schreiben und Regie zu führen. Sein erster Kurzfilm, Asal wurde von ihm 2011 beim Galway Film Festival vorgestellt, wo er den Tiernan McBride Award für das beste Kurzdrama gewann. Sein zweiter Kurzfilm Mechanic aus dem Jahr 2014 erhielt dort drei Jahre später die gleiche Auszeichnung. Sullivan wurde im gleichen Jahr von der Irish Writers Guild für seine Arbeit an Mechanic für einen Zebbie Award nominiert. Ebenfalls 2014 war er Co-Autor und Regisseur von Sínte, einem 30-minütigen Film für TG4. Sein Kurzfilm Personal Development, den er im darauffolgenden Jahr vorstellte, wurde vom Irish Film Board finanziert und feierte beim Tribeca Film Festival seine nordamerikanische Premiere. Ebenfalls 2015 führte Sullivan Regie bei Fir Bolg, einer sechsteiligen Comedy-Dramaserie für TG4, die im Herbst 2016 ausgestrahlt wurde.
Sein Filmdrama Arracht stellte Sullivan im November 2019 beim Tallinn Black Nights Film Festival vor. Im gleichen Monat kam der Film in die irischen Kinos. Der Film spielt zu Beginn der Großen Hungersnot in Irland Mitte des 19. Jahrhunderts. Im Rahmen der Irish Film and Television Academy Awards 2020 erhielt der Film zahlreiche Nominierungen, unter anderem Sullivan für die beste Regie und das beste Drehbuch. Arracht wurde von Irland als Beitrag für die Oscarverleihung 2021 in der Kategorie Bester Internationaler Film eingereicht.
Sullivan lebt mit seiner Partnerin und ihrem Sohn in Dublin.

## Filmografie (Auswahl)
- 2014: Personal Development (Kurzfilm)
- 2016: Fir Bolg (Fernsehserie, 6 Folgen)
- 2019: Arracht (Regie und Drehbuch)

## Auszeichnungen (Auswahl)
Dublin International Film Festival
- 2020: Auszeichnung als Bester irischer Film mit dem Dublin Film Critics Award (Arracht)[8]

Glasgow Film Festival
- 2020: Auszeichnung mit dem Publikumspreis (Arracht)[9]

Irish Film and Television Academy Award
- 2020: Nominierung für die Beste Regie (Arracht)
- 2020: Nominierung für das Beste Drehbuch (Arracht)[10][11]